# Četrta srednja sklanjatev
V četrti srednji sklanjatvi se sklanjajo posamostaljeni pridevniki srednjega spola, ki imajo v rodilniku ednine končinco -ega.
Primer je samostalnik Krško.
| Sklon       | Ednina   |
| ----------- | -------- |
| Imenovalnik | Krško    |
| Rodilnik    | Krškega  |
| Dajalnik    | Krškemu  |
| Tožilnik    | Krško    |
| Orodnik     | O Krškem |
| Mestnik     | S Krškim |